# Falbkatze
Die Falbkatze oder Afrikanische Wildkatze (Felis lybica lybica, Syn.: Felis silvestris lybica) ist die Nominatform der Wildkatzenart Felis lybica und  kommt in Afrika nördlich des Kongobeckens und des Rovumas, in der Levante und auf der Arabischen Halbinsel vor. Die Falbkatze ist die wildlebende Stammform (Wildform) der Hauskatze (Felis catus).

## Merkmale
Die Falbkatze gleicht in Aussehen und Form stark den (kurzhaarigen) Hauskatzen. Sie ist sandfarben (beige bis grau oder rötlich) und schlank. Exemplare, die in trockenen Regionen leben, sind in der Regel heller und weniger deutlich gestreift oder gepunktet als die in feuchteren Gegenden. Das Fell ist weich und die Haare haben oft schwarze Spitzen mit einem helleren Bereich darunter. Die Bauchseite ist weißlich oder hell orange, das Kinn ist weiß. Die Hinterseiten der Ohren sind auffallend rotbraun. Der Schwanz ist lang und dünn und zeigt vor der schwarzen Spitze zwei oder drei schwarze Ringe. Die Unterseiten der Pfoten sind schwarz. Die Länge von Kopf bis Schwanzansatz beträgt 40 bis 66,5 cm, die Schwanzlänge 24 bis 37 cm. Sie wiegt in der Regel 2,4 bis 6,4 kg. Die Tiere sind langbeiniger als Hauskatzen und sitzend nimmt der Körper deshalb eine fast senkrechte Position ein. Von der Europäischen Wildkatze (Felis silvestris) unterscheidet sie sich deutlich in der Morphometrie des Schädels.
Durch jahrtausendelange starke (Rück-)Vermischung mit Hauskatzen gibt es jedoch nahezu keine reinblütigen Falbkatzen mehr, die Tiere sind vielerorts kaum von verwilderten Hauskatzen zu unterscheiden.

## Verbreitung und Lebensraum

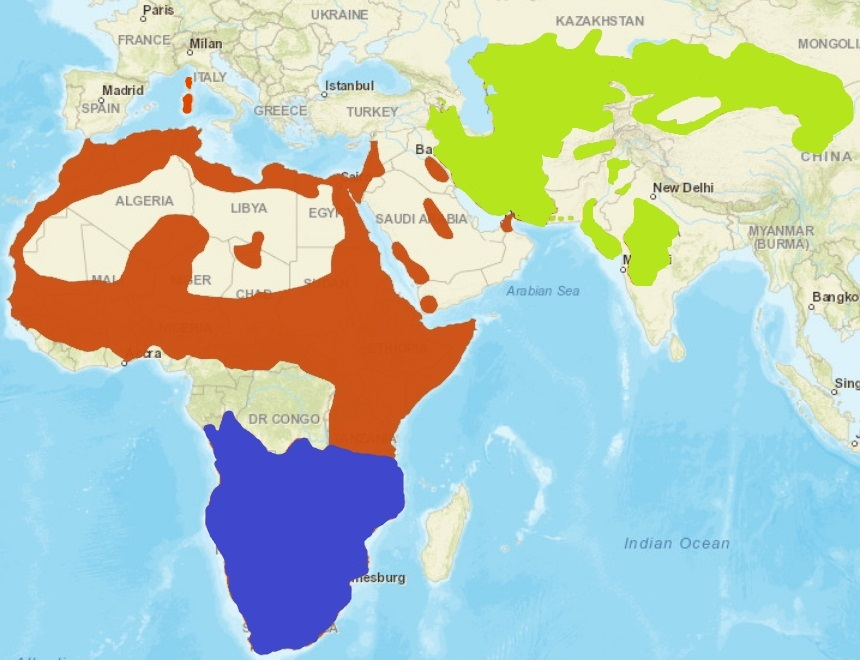
Falbkatze
Felis l. cafra
Asiatische Wildkatze

Falbkatzen sind in Nord-, West- und Ostafrika etwa nördlich der Grenze zwischen Mosambik und Tansania mit Ausnahme der tropischen Regenwälder und der sehr trockenen Bereiche der Sahara verbreitet, außerdem findet man sie in der Levante, in einigen nicht zu trockenen Gebieten auf der Arabischen Halbinsel, im südöstlichen Irak sowie auf der italienischen Insel Sardinien. Sie leben in einer Vielzahl von Habitaten, von der Halbwüste bis zur Savanne und vom Meeresspiegelniveau bis in Höhen von 3000 Metern. In tropischen Regenwäldern und Regionen mit weniger als 100 mm Regen im Jahr kommen sie nicht vor. Falbkatzen leben auch in landwirtschaftlich genutzten Gebieten und an den Rändern von Dörfern und Städten, wo sie in Kontakt mit Hauskatzen kommen. Sie brauchen Deckungsmöglichkeiten für die Jagd und um größeren Beutegreifern zu entgehen. Im Ngorongoro-Krater wurde beobachtet, dass sie in Gefahrensituationen in die Erdbauten anderer Arten flüchteten.
Ursprünglich wurden mehrere Unterarten der Wildkatze beschrieben, die dem Falbkatzentyp entsprechen. Heute werden die meisten zur Unterart Felis l. lybica zusammengefasst. Lediglich im südlichen Afrika kommt mit Felis l. cafra eine von der Falbkatze unterscheidbare Unterart vor.

## Lebensweise und Ernährung
Falbkatzen werden meist einzeln gesehen und gelten als revierbildende Einzelgänger. Je nach örtlichen Bedingungen kann das Territorium verschieden groß sein. So bewegte sich ein mit einem Sender versehener Falbkatzenkater in Kenia lediglich in einem 1,6 km² großen Gebiet, während eine männliche und eine weibliche Falbkatze im Wüstenklima der Vereinigten Arabischen Emirate 29,7 bis 52,7 km² große Reviere besaßen. Das Weibchen wurde in der Nähe von 42 Erdhöhlen registriert, die alle von Rotfüchsen angelegt worden waren. Falbkatzen ernähren sich in erster Linie von kleineren Nagetieren. An zweiter Stelle kommen Vögel wie Tauben, Geflügel, Webervögel oder andere Kleintiere wie Amphibien, Echsen, kleine Schlangen sowie Spinnen, Insekten oder sogar Skorpione. Größere Tiere wie Springhasen, Hasen oder Kaninchen und junge Antilopen werden nur in Ausnahmefällen erbeutet. In einer Trockenregion in Botswana haben Walzenspinnen (Solifugae) einen beträchtlichen Anteil an der Ernährung der Falbkatzen. In Namibia fand man die Überreste von Kleinsäugern in 90 % und die Reste von Insekten in 70 % der Kotproben. Falbkatzen können wahrscheinlich für längere Zeit ohne Wasser auskommen. In der Sahara sah man Tiere 15 km von der nächsten Wasserstelle entfernt. Falbkatzen vermehren sich das ganze Jahr über, die meisten Jungtiere werden jedoch in der Regenzeit geboren, wenn das Weibchen wegen der saisonalen Häufigkeit an Nagetieren ausreichend zu fressen hat.

## Kulturgeschichte
Von der Falbkatze stammt die Hauskatze ab. Belegt ist eine Domestizierung ab 7.500 v. Chr. auf Zypern. Es kann aber davon ausgegangen werden, dass die Hauskatze den Menschen schon seit Beginn der Zivilisation begleitet, da sie leicht zu zähmen und von allen Katzenarten am wenigsten aggressiv ist.
Die Falbkatze ist im Washingtoner Artenschutz-Übereinkommen im Anhang B gelistet, der Handel mit ihr ist damit stark eingeschränkt. In der Roten Liste der IUCN wird sie nicht gesondert geführt. Die größte Gefahr droht der Arterhaltung der Falbkatze jedoch im Gegensatz zu anderen Katzenarten weder durch den Menschen noch durch den Rückgang des Lebensraums, sondern durch die häufige Vermischung mit verwilderten Hauskatzen.